# Ligue des champions de la CAF 2000
Navigation
Édition précédente Édition suivante
La Ligue des champions de la CAF 2000 est la 36e édition de la plus importante compétition africaine de clubs. Le club vainqueur de la compétition est désigné champion d'Afrique des clubs 2000. Il s'agit également de la quatrième édition sous la dénomination Ligue des champions.

## Phase qualificative

### Tour préliminaire
| Équipe 1           | Résultat | Équipe 2                 | Aller | Retour | Tab   |
| ------------------ | -------- | ------------------------ | ----- | ------ | ----- |
| Tusker FC          | 2 - 2    | Red Sea FC               | 1 - 1 | 1 - 1  | 6 - 5 |
| Villa SC           | 2 - 5    | Saint-George SA          | 2 - 2 | 0 - 3  | -     |
| Vital’O FC         | 5 - 0    | Bata Bullets             | 4 - 0 | 1 - 0  | -     |
| Dragons de l'Ouémé | 3 - 1    | Ports Authority FC       | 2 - 0 | 1 - 1  | -     |
| SC Praia           | 2 - 4    | AS Tempête Mocaf         | 2 - 3 | 0 - 1  | -     |
| Primeiro de Agosto | 5 - 0    | Akonangui FC             | 4 - 0 | 1 - 0  | -     |
| Horoya AC          | 3 - 1    | SC Bissau                | 2 - 0 | 1 - 1  | -     |
| Notwane FC         | 3 - 5    | Black Africa FC          | 1 - 1 | 2 - 4  | -     |
| AS Vacoas-Phoenix  | 3 - 2    | Saint-Michel United      | 1 - 1 | 2 - 1  | -     |
| AS Fortior         | 0 - 0    | Lesotho Defence Force FC | 0 - 0 | 0 - 0  | 2 - 3 |
| Al Ahly Tripoli    | 6 - 1    | Olympic FC               | 4 - 0 | 2 - 1  | -     |
| APR FC             | 2 - 2    | Renaissance FC           | 1 - 1 | 1 - 1  | 3 - 2 |
| CF Maputo          | 3 - 3E   | Prisons FC               | 1 - 0 | 2 - 3  | -     |

### Premier tour
| Équipe 1             | Résultat | Équipe 2                 | Aller | Retour | Tab   |
| -------------------- | -------- | ------------------------ | ----- | ------ | ----- |
| Raja CA              | 5 - 3    | Dragons de l'Ouémé       | 3 - 1 | 2 - 2  | -     |
| MC Alger             | 2 - 6    | ASC Jeanne d'Arc         | 1 - 1 | 1 - 5  | -     |
| Al Ahly SC           | 3 - 2    | Tusker FC                | 3 - 1 | 0 - 1  | -     |
| Saint-George SA      | 3 - 4    | Vital’O FC               | 1 - 2 | 2 - 2  | -     |
| ES Tunis             | -        | APR FC forfait           | 7 - 0 | -      | -     |
| ASFA Yennenga        | 3 - 3E   | Djoliba AC               | 2 - 2 | 1 - 1  | -     |
| Lobi Stars FC        | 3 - 1    | AS Tempête Mocaf         | 2 - 0 | 1 - 1  | -     |
| Vita Club Mokanda    | 2 - 5    | Primeiro de Agosto       | 2 - 1 | 0 - 4  | -     |
| Hearts of Oak SC     | 4 - 3    | Horoya AC                | 2 - 1 | 2 - 2  | -     |
| DC Motema Pembe      | -        | Black Africa FC forfait  | -     | -      | -     |
| Highlanders FC       | 3 - 0    | Saint-Michel United      | 1 - 0 | 2 - 0  | -     |
| Sable Batié          | 3 - 2    | FC 105 Libreville        | 2 - 1 | 1 - 1  | -     |
| US Stade Tamponnaise | 1 - 5    | Nkana FC                 | 1 - 2 | 0 - 3  | -     |
| Mamelodi Sundowns FC | 6 - 2    | Lesotho Defence Force FC | 2 - 1 | 4 - 1  | -     |
| Africa Sports        | 6 - 0    | Al Ahly Tripoli          | 4 - 0 | 2 - 0  | -     |
| Al Hilal             | 2 - 2    | CF Maputo                | 1 - 1 | 1 - 1  | 4 - 5 |

### Deuxième tour
| Équipe 1         | Résultat | Équipe 2             | Aller | Retour | Tab   |
| ---------------- | -------- | -------------------- | ----- | ------ | ----- |
| Raja CA          | 2 - 2E   | ASC Jeanne d'Arc     | 2 - 1 | 0 - 1  | -     |
| Al Ahly SC       | 4 - 2    | Vital’O FC           | 3 - 0 | 1 - 2  | -     |
| ES Tunis         | 4 - 3    | Djoliba AC           | 3 - 2 | 1 - 1  | -     |
| Lobi Stars FC    | 2 - 1    | Primeiro de Agosto   | 1 - 1 | 1 - 0  | -     |
| Hearts of Oak SC | 4 - 3    | DC Motema Pembe      | 4 - 1 | 0 - 2  | -     |
| Highlanders FC   | 3 - 3    | Sable Batié          | 3 - 0 | 0 - 3  | 3 - 4 |
| Nkana FC         | 1 - 1E   | Mamelodi Sundowns FC | 1 - 1 | 0 - 0  | -     |
| Africa Sports    | 7 - 1    | CF Maputo            | 5 - 0 | 2 - 1  | -     |

## Phase de groupes

### Groupe A
| Rang | Équipe               | Pts | J | G | N | P | Bp | Bc | Diff |  | Résultats (▼ dom., ► ext.) |     |     |     |     |
| ---- | -------------------- | --- | - | - | - | - | -- | -- | ---- |  | -------------------------- | --- | --- | --- | --- |
| 1    | ES Tunis             | 12  | 6 | 4 | 0 | 2 | 12 | 7  | +5   |  | ES Tunis                   |     | 3-2 | 2-0 | 4-0 |
| 2    | Mamelodi Sundowns FC | 12  | 6 | 4 | 0 | 2 | 11 | 11 | 0    |  | Mamelodi Sundowns FC       | 2-0 |     | 2-0 | 2-1 |
| 3    | Africa Sports        | 10  | 6 | 3 | 1 | 2 | 12 | 8  | +4   |  | Africa Sports              | 2-1 | 6-1 |     | 3-1 |
| 4    | Sable Batié          | 1   | 6 | 0 | 1 | 5 | 5  | 14 | -9   |  | Sable Batié                | 1-2 | 1-2 | 1-1 |     |

### Groupe B
| Rang | Équipe           | Pts | J | G | N | P | Bp | Bc | Diff |  | Résultats (▼ dom., ► ext.) |     |     |     |     |
| ---- | ---------------- | --- | - | - | - | - | -- | -- | ---- |  | -------------------------- | --- | --- | --- | --- |
| 1    | Hearts of Oak SC | 14  | 6 | 4 | 2 | 0 | 12 | 5  | +7   |  | Hearts of Oak SC           |     | 2-1 | 2-0 | 1-1 |
| 2    | Al Ahly SC       | 8   | 6 | 2 | 2 | 2 | 10 | 9  | +1   |  | Al Ahly SC                 | 1-1 |     | 3-1 | 3-1 |
| 3    | Lobi Stars FC    | 7   | 6 | 2 | 1 | 3 | 7  | 9  | -2   |  | Lobi Stars FC              | 0-2 | 3-1 |     | 3-1 |
| 4    | ASC Jeanne d'Arc | 3   | 6 | 0 | 3 | 3 | 6  | 12 | -6   |  | ASC Jeanne d'Arc           | 2-4 | 1-1 | 0-0 |     |

## Finale
| Aller           | ES Tunis    | 1 - 2   | Hearts of Oak SC       | Tunis                     |                           |
| 2 décembre 2000 | Zitouni 36e |         | 52e Addo · 79e Kuffour | Arbitrage : Lim Kee Chong | Arbitrage : Lim Kee Chong |
| 2 décembre 2000 |             | Rapport | 65e Mireku             | Arbitrage : Lim Kee Chong | Arbitrage : Lim Kee Chong |

| Retour           | Hearts of Oak SC           | 3 - 1   | ES Tunis   | Accra Sports Stadium, Accra |                            |
| 17 décembre 2000 | Kuffour 83e 89e · Addo 90e |         | 18e Gabsi  | Arbitrage : Robin Williams  | Arbitrage : Robin Williams |
| 17 décembre 2000 |                            | Rapport | 86e Azaiez | Arbitrage : Robin Williams  | Arbitrage : Robin Williams |

## Vainqueur
| Ligue des champions de la CAF Vainqueur 2000 |
| -------------------------------------------- |
| Hearts of Oak SC Premier titre               |